# Diego Fernando Pérez Aguado
Diego Fernando "El Ruso" Pérez Aguado (Montevideo, 18 de maig de 1980) és un futbolista uruguaià, que ocupa la posició de migcampista. Després de militar als clubs uruguaians de Defensor Sporting i CA Peñarol, el 2004 recala a l'AS Monaco, de la Ligue 1.

## Selecció uruguaiana
Ha estat internacional amb l'Uruguai en 64 ocasions, tot participant en les Copes Amèrica de 2001, 2004 i 2007, Copa del Món de Futbol de 2010.
El 31 de maig de 2014 va entrar a la llista definitiva de seleccionats per disputar la Copa del Món de Futbol de 2014 al Brasil.